# Évry, Essonne
Évry là tỉnh lỵ của tỉnh Essonne, thuộc vùng hành chính Île-de-France của nước Pháp, có dân số là 49.437 người (thời điểm 1999).

## Các thành phố kết nghĩa
- Troisdorf (Đức)